# سدات بایراک
سدات بایراک (انگلیسی: Sedat Bayrak؛ زادهٔ ۱۰ آوریل ۱۹۸۱) بازیکن فوتبال اهل ترکیه است.
از باشگاه‌هایی که در آن بازی کرده‌است می‌توان به باشگاه فوتبال اردواسپور، باشگاه فوتبال ترابزون‌اسپور، باشگاه فوتبال سیواس‌اسپور، باشگاه ورزشی گنچلربیرلیغی، باشگاه فوتبال آنکاراگوچو، و باشگاه فوتبال الازیغ‌اسپور اشاره کرد.
وی همچنین در تیم ملی فوتبال Turkey A2 بازی کرده‌است.